# Mohrensternia derjugini
Mohrensternia derjugini is een slakkensoort uit de familie van de Rissoidae. De wetenschappelijke naam van de soort is voor het eerst geldig gepubliceerd in 1985 door Golikov & Licharev in Golikov & Scarlato.